# Rocky
Rocky és una pel·lícula estatunidenca de John G. Avildsen, escrita i interpretada per Sylvester Stallone i estrenada el 1976. Ha estat doblada al català.
Verdader homenatge al «Somni Americà», la pel·lícula ens convida a descobrir la vida de Rocky Balboa, un boxejador de segona fila, que té la sort única de desafiar el campió del món dels pessos pesants. El tema és inspirat en el combat entre Mohamed Ali i Chuck Wepner, que havia marcat profundament Sylvester Stallone.
Rocky va trobar un èxit planetari i des d'aleshores forma part integrant de la cultura popular anglosaxona. Rodat en només 28 dies, no va costar gaire més d'1,2 milions de dòlars i va suposar 117,2 milions de beneficis. Es va emportar igualment 3 Oscars, va conèixer 5 continuacions i va llançar la carrera de Sylvester Stallone.

## Argument
Novembre de 1975, Filadèlfia. Rocky Balboa treballa per Tony Gazzo, un usurer, i disputa alguns combats de boxa per algunes desenes de dòlars amb el nom del semental italià. Tanmateix, Mickey, propietari del club de boxa on Rocky sol entrenar, decideix cedir la seva taquilla a un boxejador "amb més talent". Paulie, un dels amics de Rocky, l'anima a sortir amb la seva germana Adrian, una jove tímida i reservada que treballa com a venedora en una botiga d'animals domèstics. La pel·lícula comença en una Nord-amèrica obaga on els personatges evolucionen en una misèria econòmica i moral.
L'any de l'estrena, el sindicat de directors estatunidencs va premiar Rocky com el millor film de 1976. En 2006, el guió original de Rocky estava el lloc 78 de la classificació dels millors guions de tots els temps per la Screenplay Guild of America, sindicat d'autors americans.

## Acollida - Crítica de la premsa
A la seva estrena el 1976, Rocky  obté crítiques positives. Roger Ebert del Chicago Sun-Times dona a la pel·lícula una nota de 4 estrelles sobre 4 i el Box Office Magazine afirma que el públic podria estar 
| « | ...temptat de veure Sylvester Stallone com una nova estrella | » |

. Tanmateix, Vincent Canby del New York Times l'anomena 
| « | pura tradició dels anys 30 | » |

 i qüestiona les qualitats d'actor de Stallone i les de director d'Avildsen.
Més de 30 anys després de l'estrena, la pel·lícula gaudeix d'una reputació de clàssic i rep encara regularment crítiques positives.

L'opinió del lloc en línia BBC Films, associant la del crític Almar Haflidason i el vot dels internautes, és una nota de 5 estrelles sobre 5. En el llibre 1001 Movies You Must See Before You Die de Steven Jay Schneider, l'autor explica que la pel·lícula és
| « | de vegades percebut com greix d'oca | » |

.
El 2006, la pel·lícula és seleccionada per ser conservada en el National Film Registry americà.

## Influència cultural

### Escalinata de Rocky

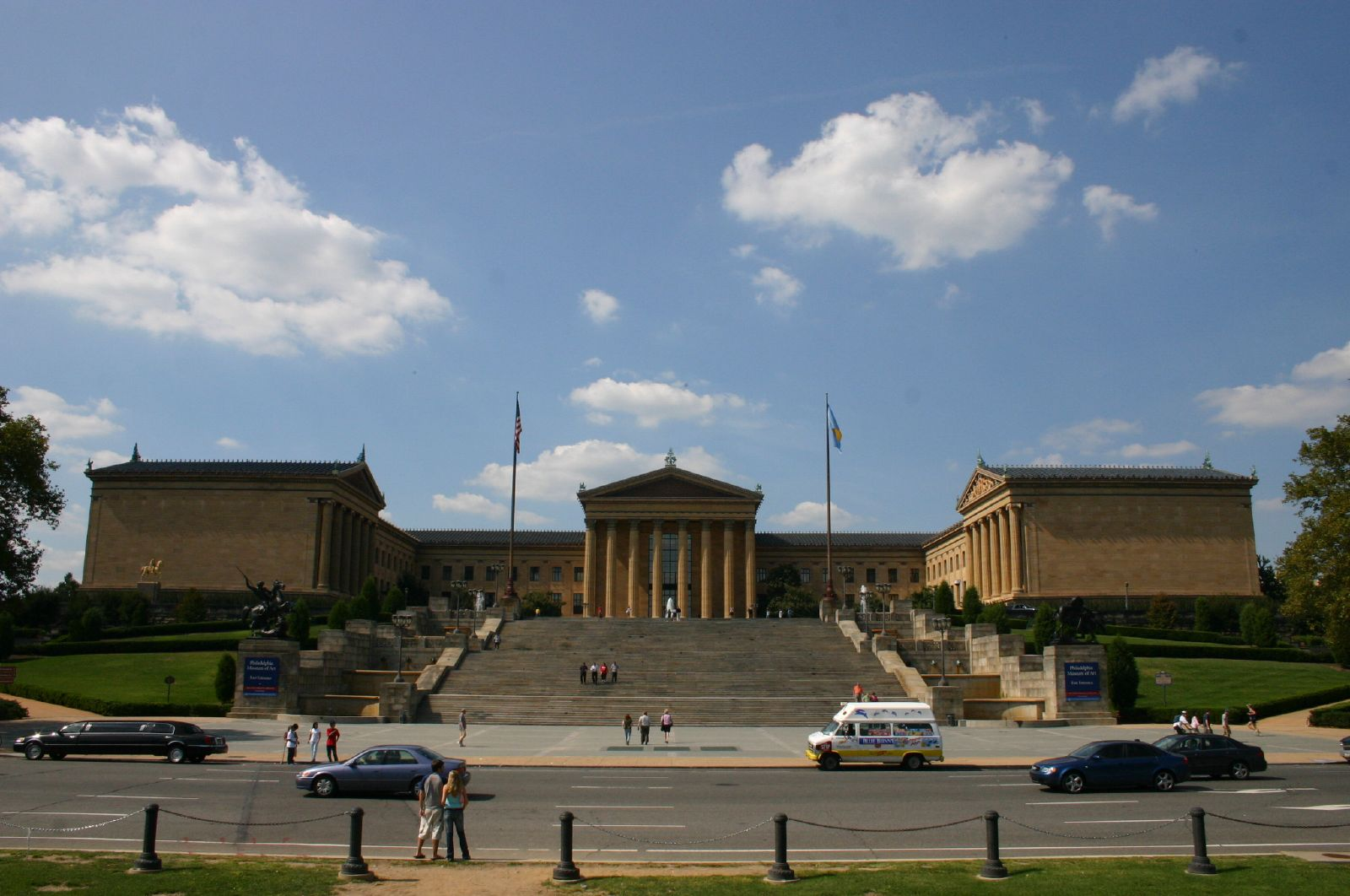
Philadelphia Museum of Art

La cèlebre escena de Rocky corrent per pujar els graons del Philadelphia Museum of Art s'ha convertir en una icona cultural. El 1982, una estàtua del personatge, posada per Stallone pel rodatge de Rocky 3, és posada dalt de l'escalinata. Dick Doran afirma que Stallone i Rocky han fet més per a la imatge de la ciutat que 
| « | ningú des de Benjamin Franklin | » |

 Els conflictes d'opinió sobre l'estàtua i del seu emplaçament van forçar a desplaçar-la a la vorera a l'exterior de la Wachovia Spectrum Arena, fins i tot s'hi va posar temporalment al seu lloc original el 1990 per a Rocky V i el 2006 per a l'aniversari dels 30 anys de la primera pel·lícula. Es va situar després en un indret prop de l'escalinata.
L'escena és regularment parodiada en els mitjans de comunicació. En l'episodi I'm Spelling as Fast as I Can dels Simpsons, Lisa Simpson corre amunt portant el mateix de xandall que Rocky. En el relleu de la flama olímpica dels Jocs Olímpics d'Estiu de 1996, Dawn Staley, originari de Philadelphia, és escollida per córrer a l'escalinata.

### Altres pel·lícules i mitjans de comunicació
Amb l'objectiu d'aprofitar l'onada de Rocky, la pel·lícula eròtica de 1970 Party at Kitty and Stud's surt poc temps després de Rocky amb el títol de The Italian Stallion (El Semental italià), en referència al sobrenom de Balboa. Aquesta pel·lícula posa en escena Sylvester Stallone a 24 anys del seu primer film.
Cinc continuacions té aquest primer Rocky. La primera Rocky 2 (1979), mostra com Rocky Balboa torna per a una revenja contra Apollo Creed. Aquesta pel·lícula va reunir el repartiment sencer del primer episodi i va ingressar més de 200 milions de dòlars arreu del món.
Un nou personatge s'integra a l'univers a Rocky III, estrenada el 1982. Clubber Lang, interpretat per Mr. T, és un jove boxejador arrogant que desafia un Rocky indiferent. El personatge soviètic d'Ivan Drago (Dolph Lundgren) surt a Rocky IV (1985). Dirigit el 1990, Rocky V difereix de la resta de la saga, Rocky Balboa deixa el món professional. S'ha fet l'entrenador de Tommy Gunn, interpretat pel verdader boxejador Tommy Morrison. La pel·lícula és també la primera on veiem Robert Balboa, el fill de Rocky, com a personatge principal. L'últim opus de la saga Rocky  és  Rocky Balboa, estrenada el 2006. Stallone hi interpreta un Rocky de 59 anys que té la sort de disputar un partit contra el campió, Mason Dixon. És Antonio Tarver, medalla de bronze de boxa (categoria semipesant - menys de 81 kg) en els Jocs Olímpics d'estiu de 1996 de qui agafa els trets.

## Repartiment
- Sylvester Stallone: Rocky Balboa
- Talia Shire: Adrian Pennino
- Burt Young: Paulie Pennino
- Carl Weathers: Apollo Creed
- Burgess Meredith: Mickey Goldmill
- Thayer David: Jergens
- Joe Spinell: Gazzo
- Jimmy Gambina: Mike
- Joe Frazier: ell mateix
- Jodi Letizia: Marie
- Tony Burton: Tony "Duke" Evers

## Premis i nominacions

### Premis
- 1976: LAFCA a la millor pel·lícula
- 1977: Oscar a la millor pel·lícula per Irwin Winkler i Robert Chartoff[17]
- 1977: Oscar al millor director per John G. Avildsen[17]
- 1977: Oscar al millor muntatge per Richard Halsey i Scott Conrad[17]
- 1977: Globus d'Or a la millor pel·lícula dramàtica

### Nominacions
- 1977: Oscar al millor actor per Sylvester Stallone[17]
- 1977: Oscar a la millor actriu per Talia Shire[17]
- 1977: Oscar al millor actor secundari per Burgess Meredith[17]
- 1977: Oscar al millor actor secundari per Burt Young[17]
- 1977: Oscar al millor guió original per Sylvester Stallone
- 1977: Oscar a la millor cançó per Bill Conti, Carol Connors i Ayn Robbins amb "Gonna Fly Now"[17]
- 1977: Oscar al millor so per Harry W. Tetrick, William L. McCaughey, Lyle J. Burbridge i Bud Alper[17]
- 1977: Globus d'Or al millor director per John G. Avildsen
- 1977: Globus d'Or al millor actor dramàtic per Sylvester Stallone
- 1977: Globus d'Or a la millor actriu dramàtica per Talia Shire
- 1977: Globus d'Or al millor guió per Sylvester Stallone
- 1977: Globus d'Or a la millor banda sonora per Bill Conti
- 1978: BAFTA a la millor pel·lícula
- 1978: BAFTA al millor director per John G. Avildsen
- 1978: BAFTA al millor actor per Sylvester Stallone
- 1978: BAFTA al millor muntatge per Richard Halsey
- 1978: BAFTA al millor guió per Sylvester Stallone
- 1978: Grammy al millor àlbum de banda sonora original escrita per pel·lícula o televisió per Bill Conti

Rocky apareix a diferents classificacions de l'American Film Institute:
- Top 100 de l'American Film Institute:
  - número 57 a la classificació publicada el 2007[18]
- AFI's 100 Years... 100 Heroes and Villains: Rocky Balboa, número 7[19]